# Camacuio
Camacuio és un municipi de la província de Namibe. Té una extensió de 7.452 km² i 49.310 habitants segons el cens de 2014. Comprèn les comunes de Camacuio, Chingo i Chinquite. Limita al nord amb els municipis de Baía Farta i Chongorói, a l'est amb el municipi de Quilengues, al sud amb el municipi de Bibala, i a l'oest amb el municipi de Namibe.